# نسبت جنسی انسانی
| valign="top" کشورهایی که در آن‌ها جنس زن بیش از مرد است. کشورهایی که در آن‌ها نسبت جنسیتی مرد و زن برابر است. کشورهایی که در آن‌ها جنس مرد بیش از جنس زن است. بدون داده |

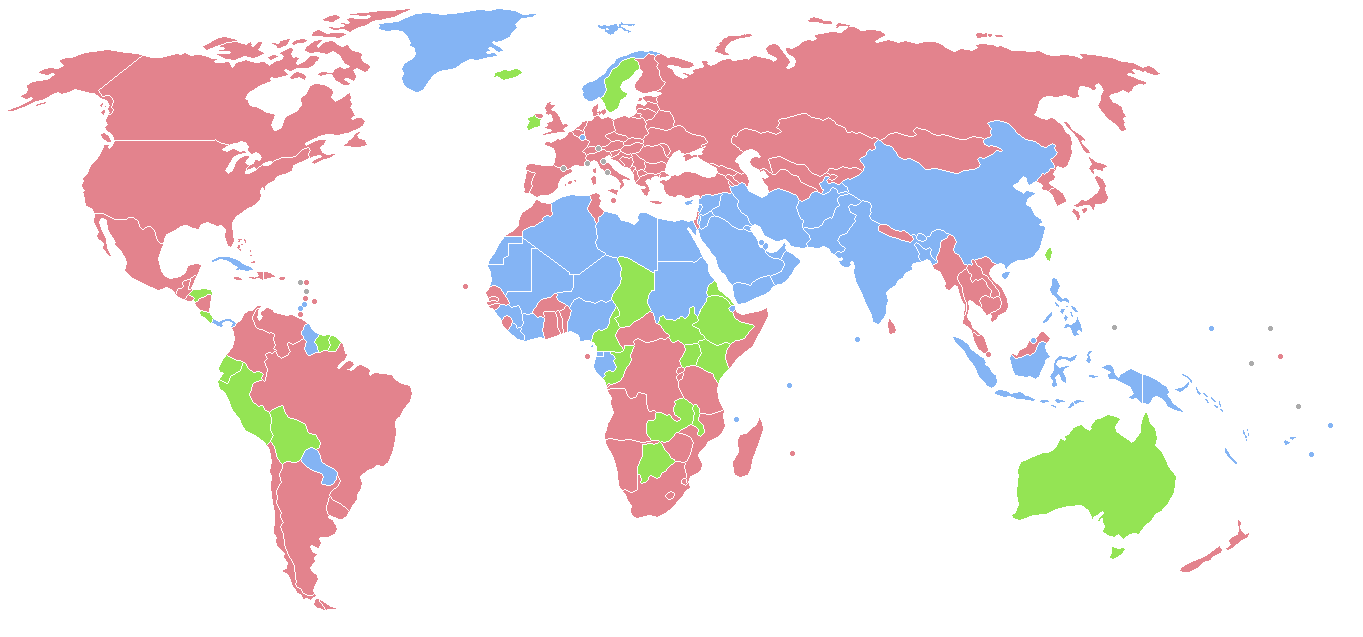
نقشه تناسب جنسیتی انسان بر مبنای کشور.

نسبت جنسی انسانی در دانش انسان‌شناسی و جمعیت‌شناسی به معنای نسبت جنسیتی بین دو جنس مرد و زن در گونه انسان می‌باشد. در گونه انسان، نسبت جنسی نوزادان پس از تولد برابر است با 100 دختر در مقابل 105 پسر؛ مطلبی که همواره از نظر علمی مورد بحث بوده‌است. دلایل عدم توازن بین دو جنس ممکن است از عوامل طبیعی و تلفات جنگی تا کنترل عمدی جنسیت و کشتار جنسیتی در نوسان باشد. در زمینه جنسیت، اطلاعات ما در باره گونه انسان بیش از گونه‌های دیگر است. اما تفسیر این اطلاعات کاری دشوار است.
نسبت جنسیتی انسان را می‌توان از چهار منظر، چه در ابتدای تولد و چه در جامعه، مورد بررسی قرار داد:
1. نسبت جنسی مرد به زن
2. نسبت جنسی زن به مرد
3. نسبت جمعیت مردان به کل جمعیت
4. نسبت جمعیت زنان به کل جمعیت

اگر تعداد مردان 108,000 و تعداد زنان 100,000 تن باشد، نسبت‌های جنسی به ترتیب برابر خواهند بود با 1.08، 0.926، 0.519 و 0.481. معمولاً د.